# Arctostaphylos rubra
Arctostaphylos rubra är en ljungväxtart som först beskrevs av Alfred Rehder och Wilson, och fick sitt nu gällande namn av Merritt Lyndon Fernald. Arctostaphylos rubra ingår i släktet mjölonsläktet, och familjen ljungväxter. Inga underarter finns listade i Catalogue of Life.